# Udalmella gamboa
Udalmella gamboa är en spindelart som beskrevs av Galiano 1993 [1994. Udalmella gamboa ingår i släktet Udalmella och familjen hoppspindlar. Inga underarter finns listade i Catalogue of Life.